# Ocrepeira arturi
Ocrepeira arturi là một loài nhện trong họ Araneidae.
Loài này thuộc chi Ocrepeira. Ocrepeira arturi được Herbert Walter Levi miêu tả năm 1993.